# Sonate pour piano de Carter
Pour les articles homonymes, voir Sonate pour piano (homonymie).
La Sonate pour piano est l'unique sonate pour clavier d'Elliott Carter. Composée en 1945-1946, elle inaugure ses nouvelles conceptions musicales.

## Historique
Eliott Carter compose sa sonate entre 1945 et 1946. Elle est créée par Webster Aiken (en) le 7 février 1947 à New York lors d'une radiodiffusion, puis le 5 mars 1947 en concert dans la même ville.

## Structure
L'œuvre est composée de deux mouvements : 
1. Maestoso: molto sostenuto e espressivo
2. Andante: Forme sonate à deux thèmes en structure en arche, la première et dernière partie en écho encadrant une fugue d'une grande complexité polyphonique.

## Analyse de l'œuvre
Deux innovations essentielles caractérisent cet ouvrage. D'une part la thématique n'est plus d'emblée exposée mais progressivement induite par une harmonie de base, en l'occurrence une succession de quintes. D'autre part le phrasé n'est plus pensé par rapport à la barre de mesure mais en fonction de l'accentuation rythmique.